# Wu Oriental
Wu Oriental (chinês simplificado: 东吴; pinyin: Dōng Wú; 229–280) foi um dos Três Reinos que competiram para o controle da China após a queda da Dinastia Han. Durante sua existência, sua capital foi em grande parte na Jianye (atualmente Nanjing), mas às vezes estava em Wuchang (atualmente Ezhou e Hubei).

## História
Durante o declínio da Dinastia Han, a região de Wu - uma região no sul do rio Yangtze ao redor Nanjing - estava sob o controle de Sun Quan, sucessor de seu irmão Sun Ce. Como o senhor da região Wu devia lealdade ao Imperador Xian de Han (que naquele momento, estava sob o controle de Cao Cao). Ao contrário de seus concorrentes, ele realmente não tinha a ambição de ser imperador da China. No entanto, depois de Cao Pi do Cao Wei e Liu Bei do Shu Han terem se declarado Imperador, Sun Quan decidiu fazer o mesmo em 229, fundando a dinastia Wu.
O longo reinado de Sun Quan resultou na estabilização do sul. Wu e Shu tinham uma aliança militar, para derrotar o Wei. O Wu nunca conseguiu dominar o território ao norte do rio Yangtze, mas o Wei também nunca conseguiu tomar o território ao sul do rio. O Wu Oriental foi conquistado por primeiro pelo imperador da Dinastia Jin, Sima Yan, em 280 (pois os soldados também já estavam cansados demais por conta da tirania de Sun Hao). Wu foi reino que durou mais tempo antes de serem conquistados pela Dinastia Jin.

## Legado

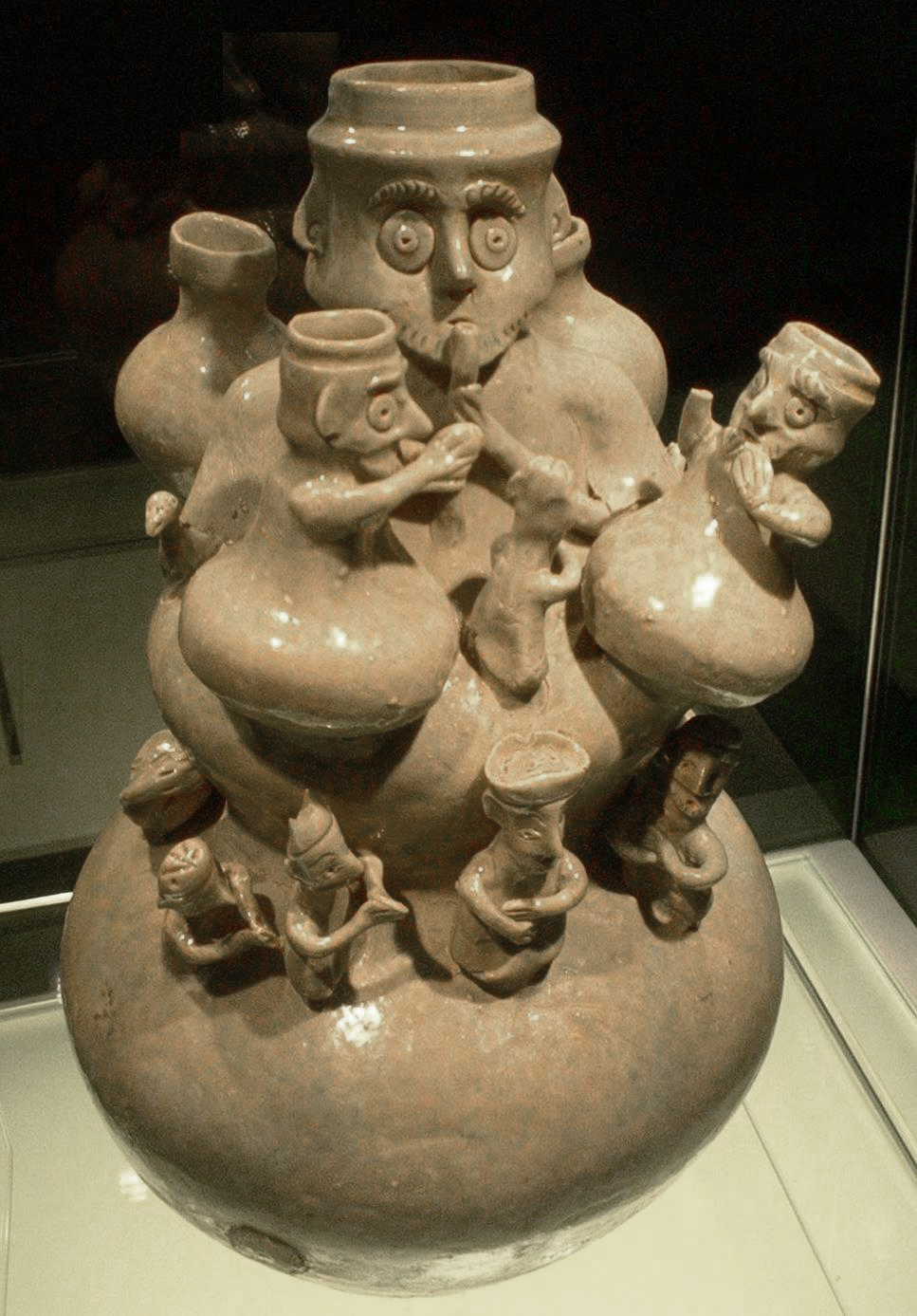
Vaso do período Wu Oriental, Museu de Xangai.

Sob o governo do Wu Oriental estava região do Rio Yangtze (considerada, no início da história, como uma "selva bárbara" desenvolvido em um dos centros comerciais, culturais e políticos da China. Durante cinco séculos, no Período das Cinco Dinastias e dos Dez Reinos, o desenvolvimento do Sul da China, centrada em torno de Jiangnan superou a do norte. As realizações de Wu marcaram o início da divisão política e cultural entre o norte e o sul da China, que aparecem repetidamente na história da China na modernidade.
A ilha de Taiwan pode ter sido a primeira alcançada pelos chineses durante o período dos Três Reinos. Pode muito bem ser em Taiwan onde foi feito os contatos com a população nativa e do envio de oficiais para uma ilha chamada "Yizhou" (夷 州) pela marinha do Wu Oriental, mas a localização de Yizhou estava aberta a disputa. Alguns historiadores acreditam que foi em Taiwan, enquanto outros acreditam que foi nas Ilhas Ryukyu.